# حاکم دست‌نشانده
حاکم دست‌نشانده (انگلیسی: Puppet ruler) شخصی است که به ظاهر دارای قدرت سیاسی همچون ریاست کشور یا ریاست حکومت است اما در حقیقت، توسط اشخاص یا نیروهایی کنترل می‌شود. اگر این نیروهای کنترل‌کننده، یک کشور خارجی باشند آنگاه قلمروی آن حاکم دست‌نشانده را دولت دست‌نشانده می‌نامند. با این حال، کنترل‌کنندگان می‌توانند نیروهای داخلی نظیر ارتش یا موارد دیگر باشند.
شاه اسماعیل سوم نمونه‌ای از یک حاکم دست‌نشانده است. وی در ظاهر شاه ایران بود اما در حقیقت، قدرت در اختیار وکیل‌الدوله‌های او علی‌مردان‌خان چهارلنگ، کریم‌خان زند و محمدحسن‌خان قاجار بود.